# Gösta Sjöström
Sven Gösta Sjöström, född 25 april 1916 i Luleå, död 16 december 2006 i Falköping, var en svensk skulptör och 
målare.
Han var son till tågmästaren Sanfrid Sjöström och Jenny Johansson och från 1942 gift med Barbro Elisabet Hjort. Förutom några målarkurser för Rudolf Gowenius 1938 och Gerlesborgsskolan i Bohuslän var Sjöström autodidakt som konstnär och bedrev självstudier av primitiv konst på olika museer och under studieresor till Frankrike. Tillsammans med Monica Bertilsson ställde han ut i Falköping 1950 och han medverkade i grupputställningar på Galleri Brinken i Stockholm samt samlingsutställningar i Skara och Skövde. Hans bildkonst består av stilleben och landskapsskildringar och skulpturerna består av abstrakta kompositioner utförda i trä. 